# (20356) 1998 HG147
A (20356) 1998 HG147 a Naprendszer kisbolygóövében található aszteroida. A LINEAR projekt keretében fedezték fel 1998. április 23-án.